# Guðmundur Benediktsson
Pour les articles homonymes, voir Benediktsson.

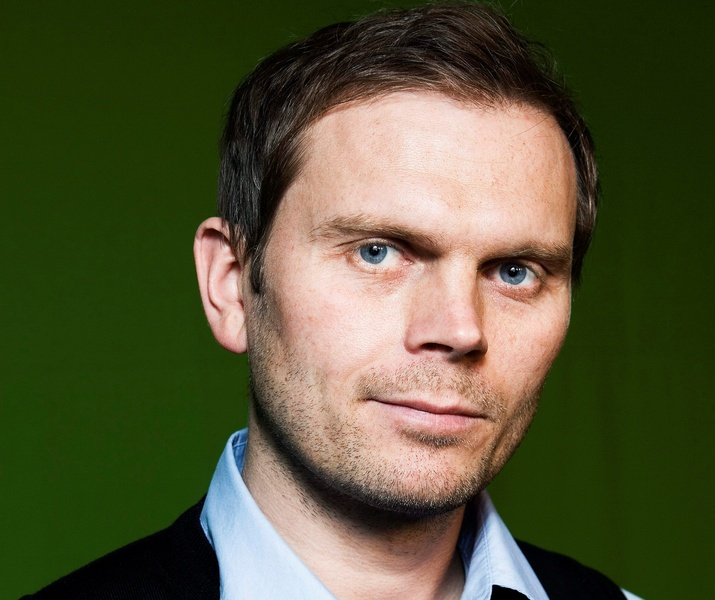
Guðmundur

Guðmundur Benediktsson est un joueur puis entraîneur islandais de football né le 3 septembre 1974.

## Joueur
Guðmundur Benediktsson (surnommé Gummi) commence sa carrière en 1990, à 16 ans, disputant deux matchs d'Urvalsdeild avec Þór.
Il part ensuite en Belgique pendant deux ans, où il dispute 4 matchs de première division.
Il fait un retour remarqué au Thor Akureyri, au point qu'Ásgeir Elíasson le sélectionne avec l'Islande, lors d'un match contre les Émirats arabes unis où Gudmundur marque le seul but du match. 
Il est alors recruté par le KR, où il restera près de dix ans. Le club de Reykjavik termine deuxième en 1995 (mais Gummi fête son premier trophée, la Coupe d'Islande), 1996 et 1998. S'ensuivront trois titres de champion en 1999, 2000 et 2002.
Après un court retour en Belgique, il revient à Reikjavik, cette fois-ci au Valur. Il accroche un nouveau titre de champion et une coupe d'Islande, avant de raccrocher les crampons en 2009, après un ultime retour au KR. Avec l'Islande, il obtiendra dix capes.

## Entraîneur
En 2010, juste après avoir arrêté sa carrière de joueur, il est nommé entraîneur de Selfoss. Les six buts des jeunes Jón Daði Böðvarsson et Viðar Örn Kjartansson n'empêcheront pas le club de terminer bon dernier du championnat.
Guðmundur devient alors l'adjoint d'Ólafur Kristjánsson de 2011 à 2013 sur le banc de Breiðablik. 
À la suite du départ de ce dernier pour le FC Nordsjaelland, il prend seul les rênes de l'équipe en 2014. Mais le club de Kópavogur termine à une décevante 7e place et pour 2015, Guðmundur est remplacé par Arnar Grétarsson.
Guðmundur Benediktsson est marié avec Kristbjörg Helga Ingadóttir, internationale islandaise et petite-fille du premier joueur de football professionnel islandais Albert Guðmundsson. Leurs fils, également nommé Albert Gudmundsson, est un des grands espoirs du pays.
- KR
  - Champion d'Islande en 1999, 2000 et 2002
  - Vainqueur de la Coupe d'Islande en 1995

- Valur
  - Champion d'Islande en 2007
  - Vainqueur de la Coupe d'Islande en 2005

## L'Euro 2016
Il est commentateur lors de l'Euro 2016 où il est nommé en France le « commentateur fou » à la vue de ses réactions lors des buts des joueurs Islandais et notamment en huitième de finale face à l'Angleterre où l'Équipe d'Islande remporte le match 2 - 1, performance historique pour le pays,.